# Мифтахов, Мансур Сагарьярович
Мансур Сагарьярович Мифтахов (род. 23 июля 1947, д. Богданово) — химик, доктор химических наук (1988), профессор (1991), академик АН РБ. Лауреат Государственной премии РФ (1992).

## Биография
Мифтахов Мансур Сагарьярович родился 23 июля 1947 года в д. Богданово Миякинского района БАССР.
В 1965 году поступил и в 1970 году окончил химический факультет Башкирского государственного университета (ныне Уфимский университет науки и технологий).
С 1972 года работал в Институте органической химии УНЦ РАН.
Степень кандидата наук присуждена 1977 году. Кандидатская диссертация на тему «Синтез и исследование некоторых пи-комплексов переходных металлов с кремнийсодержащими лигандами» защищена им в 1977 г.;, доктора наук — в 1988 году, докторская диссертация на тему «Синтез и исследование модифицированных эйкозаноидов» защищена в 1987 г. в МИТХТ, г. Москва.
В 1992 году М. С. Мифтахов с коллегами удостоен Государственной премии Российской Федерации в области науки и техники за работу «Полный синтез эйкозаноидов. Разработка высокоэффективных простагландиновых препаратов».

## Научная деятельность
Научное направление работ Мифтахова: синтез низкомолекулярных биорегуляторов. Им были разработаны синтетические подходы к эйкозаноидам; предложены синтетические методы и реакции; выявлены новые типы биоактивных соединений; созданы лекарственные средства. На основе его работ в России освоено производство простагландиновых препаратов («Эстуфалан», «Клатрапростин»).
Среди учеников Мансура Сагарьяровича 4 доктора и более 30 кандидатов наук.

### Научные труды
Мифтахов Мансур Сагарьярович — автор около 320 научных работ, включая 25 авторских свидетельств на изобретения.
- Простагландины и их аналоги в репродукции животных и человека. Уфа. 1989. Соавторы: Толстиков Г. А., Лазарева Д. Н., Помойнецкий В. Д., Сидоров Н. Н.
- Простаноиды LXI. Энантиодивергентный синтез (+)- и (-)-9,11-дидезокси-9,11-этаноаналогов 15-простагландинэндопероксида и их С диастереомеров. Ж. орг. химии, 1993, т.29, вып.6, с.1122-1137. Соавторы: Валеев Ф. А., Гайсина И. Н., Шитикова О. В., Султанмуратова В. Р., Толстиков Г. А.
- Простаноиды LXVI. A priori постулированные «9-LO простаноиды». Ж. орг. химии, 1997, Т.33, вып. 1, с.58-64. Соавторы: Имаева Л. Р., Фатыхов А. А., Ахметвалеев Р. Р.
- Новые би- и трициклические хиральные блоки для таксола из камфоры. Ж. орг. химии, 1999, т.35, вып. 7, с. 1020—1024. Соавторы: Гайсина И. Н., Тихонов О. В., Селезнева Н. К., Абутков А. В., Фатыхов А. А., Спирихин Л. В.
- Морские простаноиды. Успехи химии, 1994, т.63, вып. 6, с. 543—555. Соавторы: Толстиков Г. А., Акбутина Ф. А., Адлер М. Э.
- Обзорная статья: Новые хлорированные циклопентеноны из гексахлорциклопентадиена: получение, химические свойства и использование в направленном синтезе. Известия Академии наук, Серия химическая, 2001, № 9, 1417. Соавторы: Ахметвалеев Р. Р., Акбутина Ф. А., Иванова Н. А.
- Simple synthetic protocol for the preparation of enantiomeric 3-oxabicyclo[3.3.0]oct-6-en-2-ones // Tetrahedron Assymetry, 2008, V.19, N.9, P. 1094—1099. Соавторы: Gimazetdinov A.M., Vostrikov N.S.

## Награды и звания
Лауреат Государственной премии РФ в области науки и техники (1992) — за полный синтез эйкозаноидов, разработку новых высокоэффективных простагландиновых препаратов, заслуженный деятель науки РБ (1994 г.) и РФ (2007 г.).